# Tours-en-Vimeu
Tours-en-Vimeu és un municipi francès situat al departament del Somme i a la regió dels Alts de França. L'any 2007 tenia 869 habitants.

## Demografia

### Població

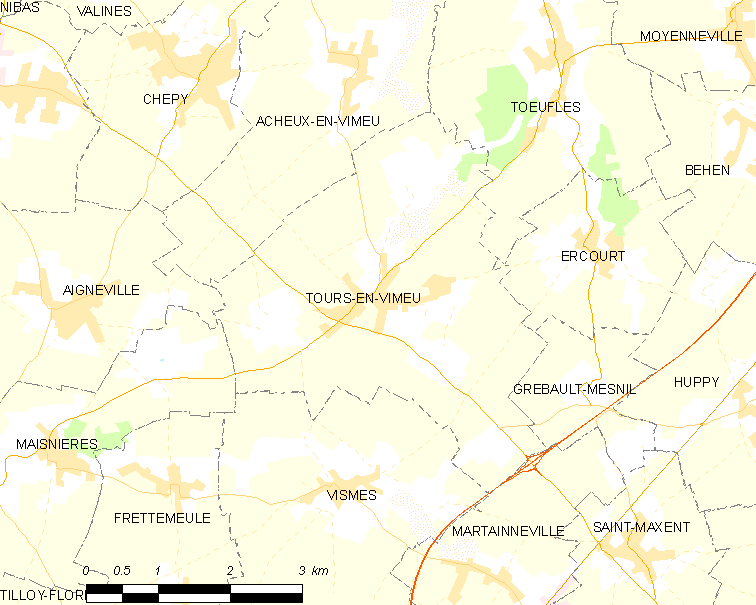

El 2007 la població de fet de Tours-en-Vimeu era de 869 persones. Hi havia 336 famílies de les quals 60 eren unipersonals (32 homes vivint sols i 28 dones vivint soles), 108 parelles sense fills, 140 parelles amb fills i 28 famílies monoparentals amb fills.

La població ha evolucionat segons el següent gràfic:
Habitants censats

### Habitatges
El 2007 hi havia 374 habitatges, 346 eren l'habitatge principal de la família, 18 eren segones residències i 10 estaven desocupats. 359 eren cases i 10 eren apartaments. Dels 346 habitatges principals, 286 estaven ocupats pels seus propietaris, 48 estaven llogats i ocupats pels llogaters i 12 estaven cedits a títol gratuït; 1 tenia una cambra, 24 en tenien dues, 73 en tenien tres, 116 en tenien quatre i 132 en tenien cinc o més. 315 habitatges disposaven pel capbaix d'una plaça de pàrquing. A 147 habitatges hi havia un automòbil i a 170 n'hi havia dos o més.

### Piràmide de població

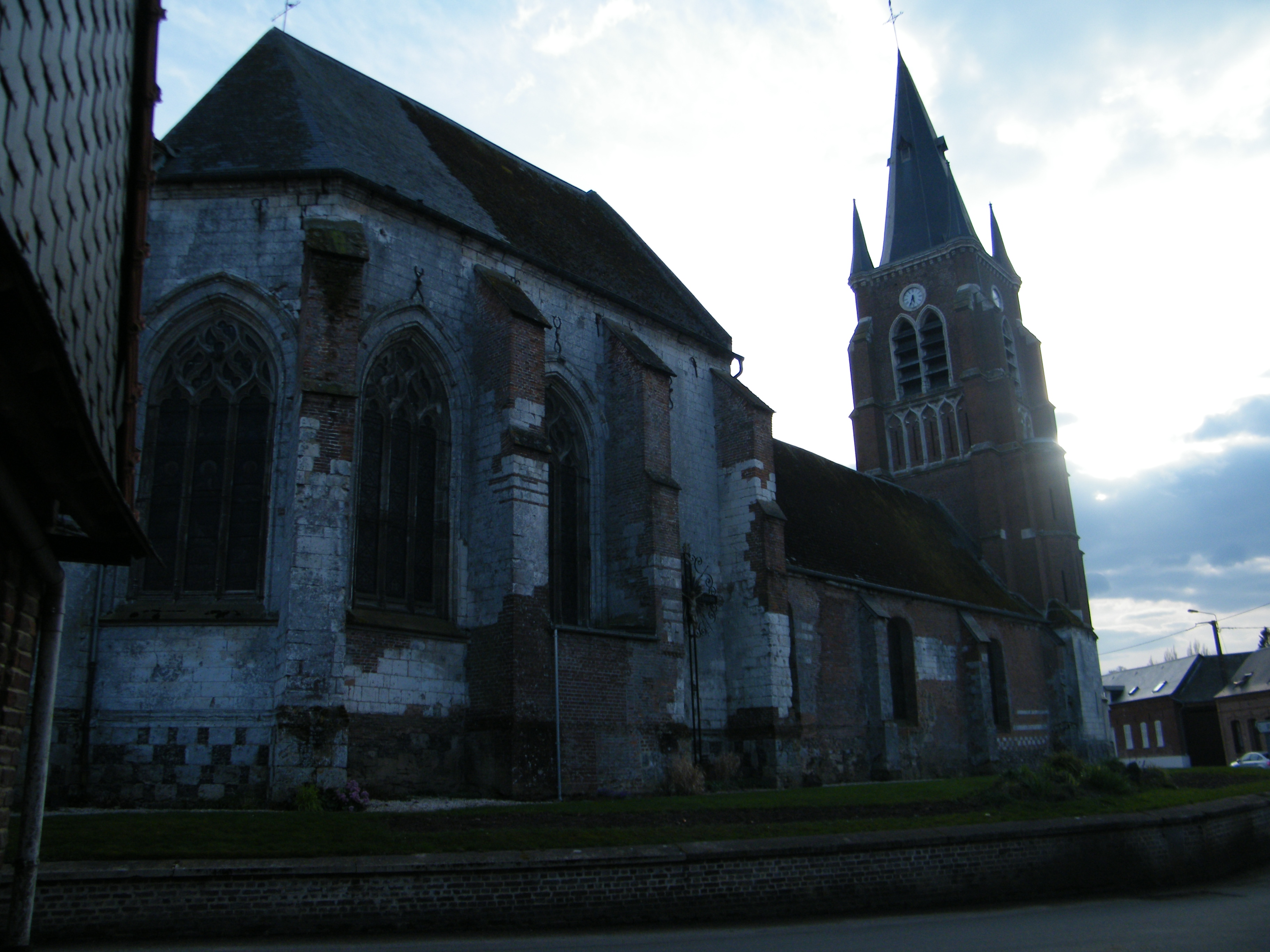

La piràmide de població per edats i sexe el 2009 era:
| Homes | Edats   | Dones |
| ----- | ------- | ----- |
| 0     | 95 o +  | 0     |
| 0     | 90 a 94 | 0     |
| 4     | 85 a 89 | 12    |
| 0     | 80 a 84 | 4     |
| 16    | 75 a 79 | 12    |
| 8     | 70 a 74 | 28    |
| 24    | 65 a 69 | 24    |
| 16    | 60 a 64 | 16    |
| 12    | 55 a 59 | 20    |
| 12    | 50 a 54 | 12    |
| 28    | 45 a 49 | 20    |
| 32    | 40 a 44 | 32    |
| 44    | 35 a 39 | 24    |
| 24    | 30 a 34 | 32    |
| 24    | 25 a 29 | 32    |
| 20    | 20 a 24 | 16    |
| 24    | 15 a 19 | 12    |
| 32    | 10 a 14 | 28    |
| 32    | 5 a 9   | 20    |
| 12    | 0 a 4   | 44    |

## Economia

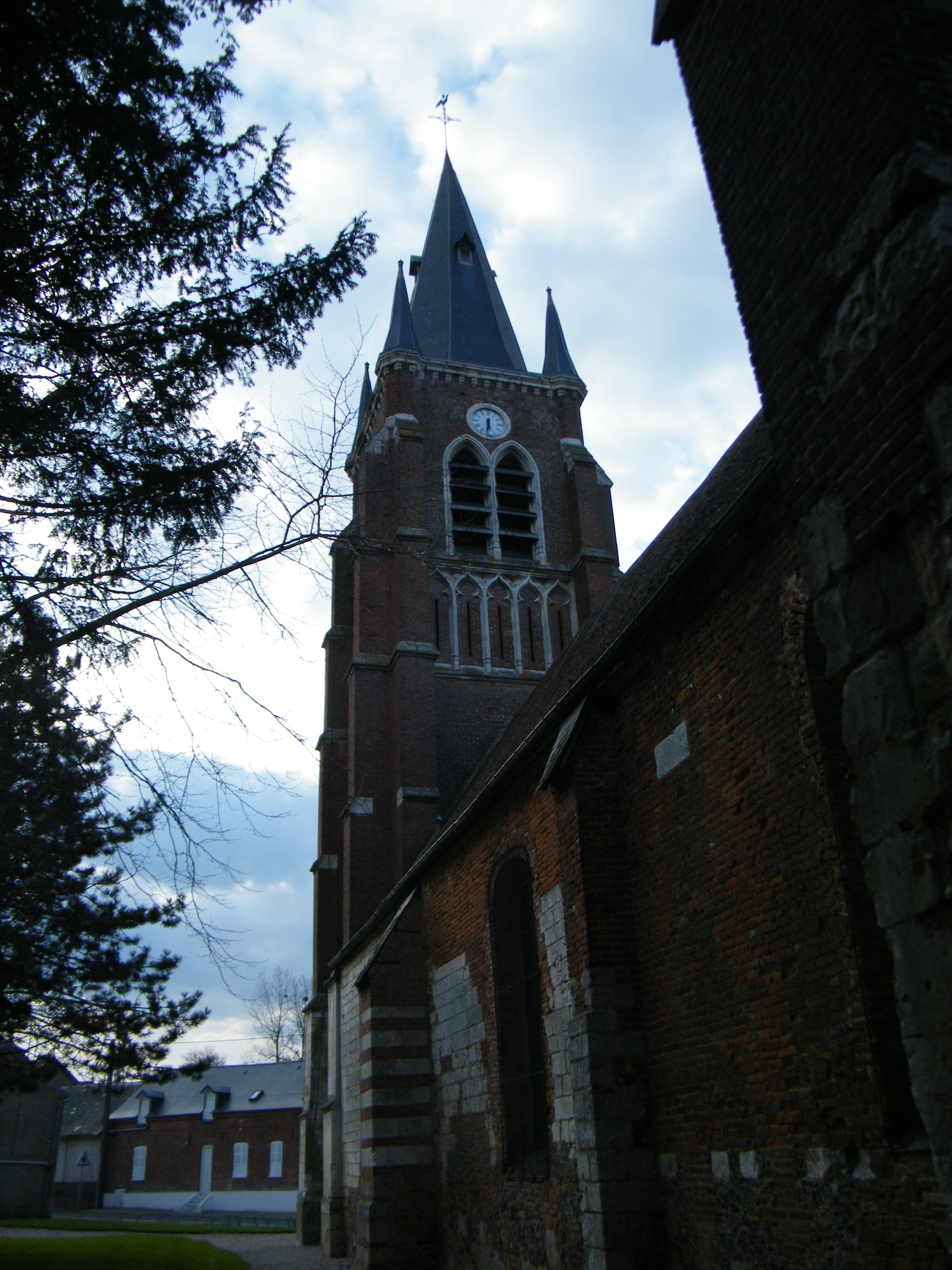

El 2007 la població en edat de treballar era de 580 persones, 428 eren actives i 152 eren inactives. De les 428 persones actives 408 estaven ocupades (225 homes i 183 dones) i 20 estaven aturades (10 homes i 10 dones). De les 152 persones inactives 62 estaven jubilades, 40 estaven estudiant i 50 estaven classificades com a «altres inactius».

### Ingressos
El 2009 a Tours-en-Vimeu hi havia 338 unitats fiscals que integraven 854,5 persones, la mediana anual d'ingressos fiscals per persona era de 16.337 €.

### Activitats econòmiques

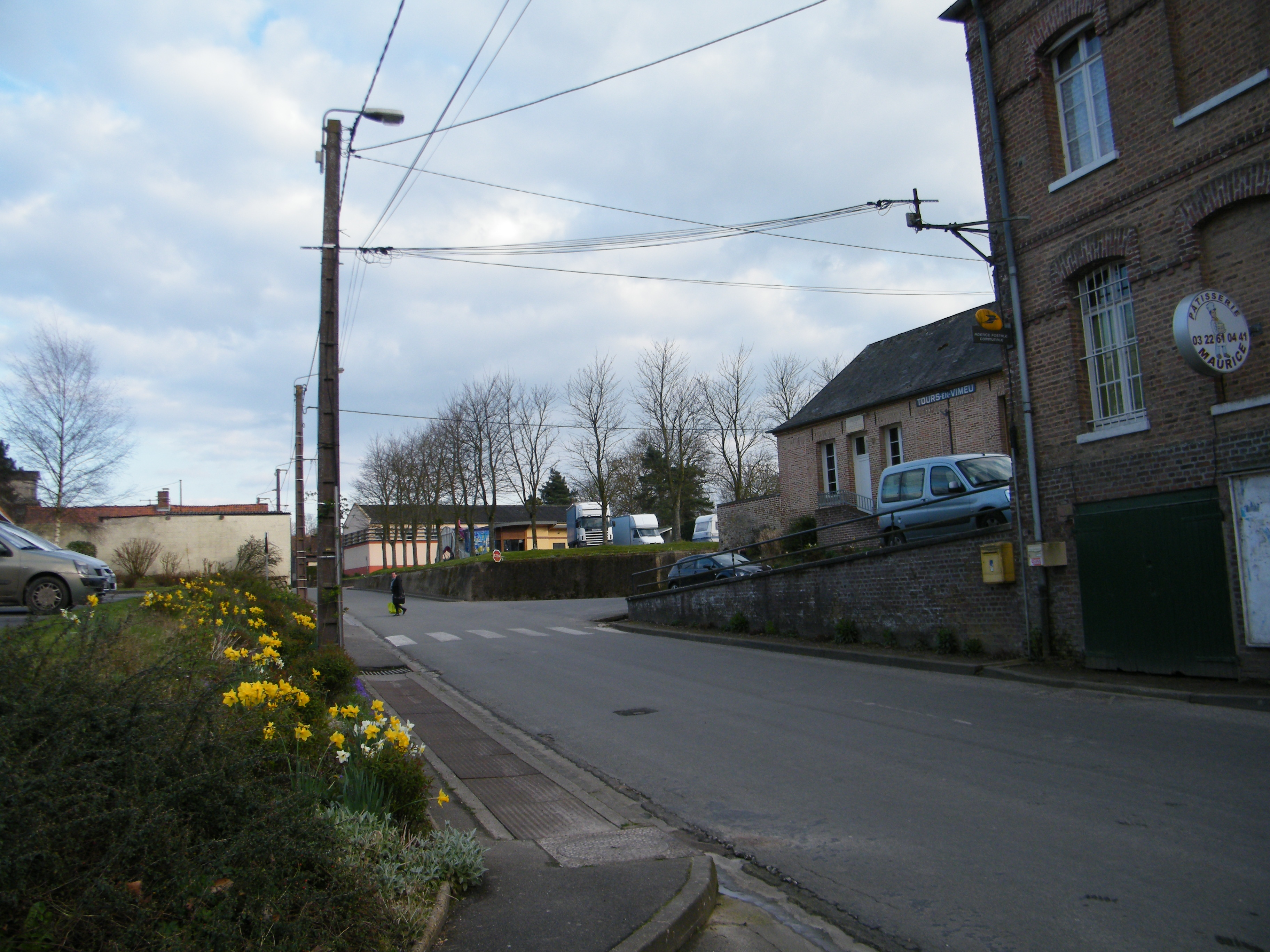

Dels 12 establiments que hi havia el 2007, 3 eren d'empreses de construcció, 3 d'empreses de comerç i reparació d'automòbils, 1 d'una empresa de transport, 4 d'entitats de l'administració pública i 1 d'una empresa classificada com a «altres activitats de serveis».
Dels 4 establiments de servei als particulars que hi havia el 2009, 1 era un taller de reparació d'automòbils i de material agrícola, 1 paleta i 2 fusteries.
L'any 2000 a Tours-en-Vimeu hi havia 40 explotacions agrícoles que ocupaven un total de 1.360 hectàrees.

## Equipaments sanitaris i escolars
El 2009 hi havia una escola maternal integrada dins d'un grup escolar amb les comunes properes formant una escola dispersa.

## Poblacions més properes

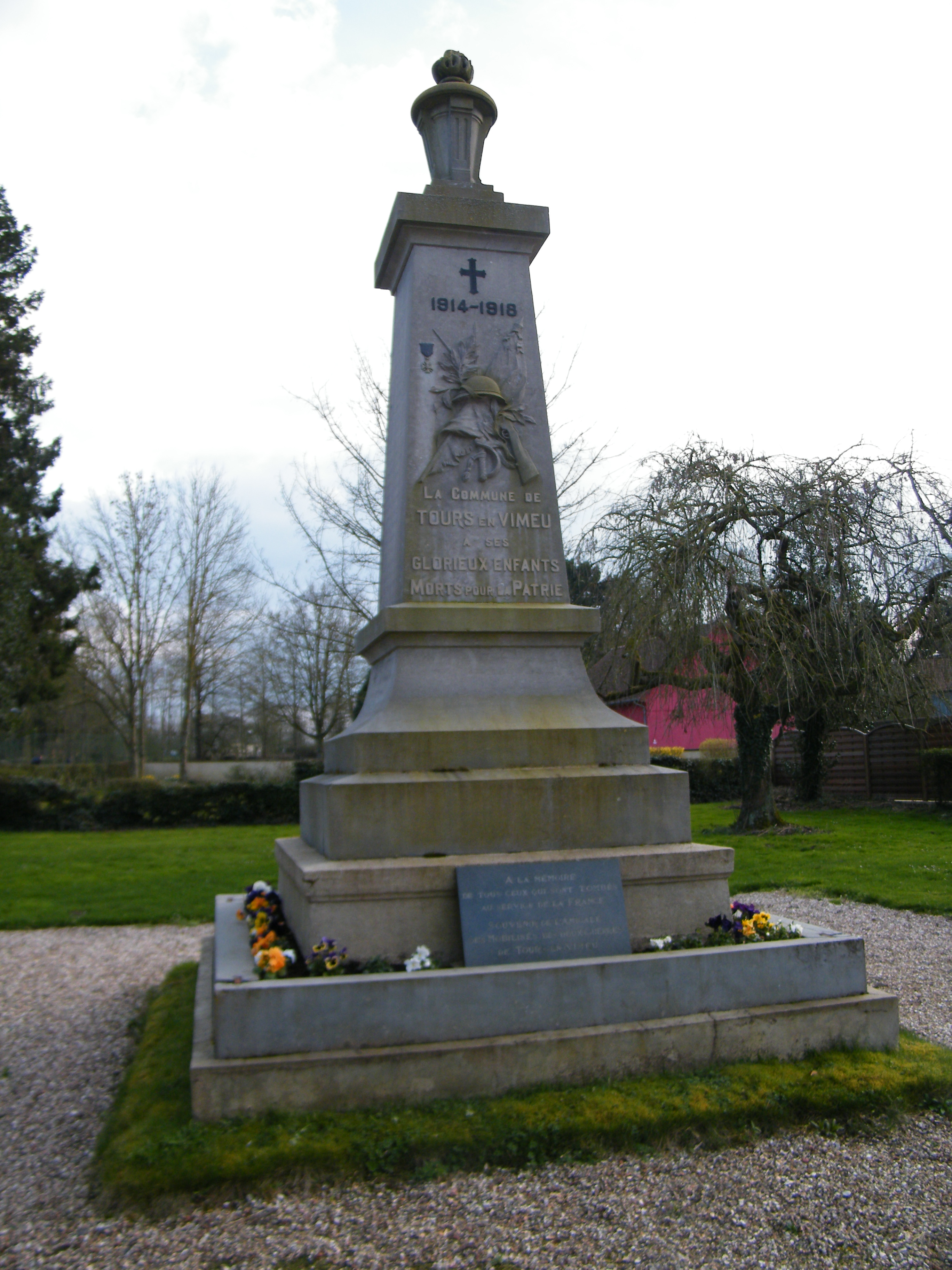

El següent diagrama mostra les poblacions més properes.